# Gert Böhme
Gert Böhme (* 15. Juli 1930 in Dresden; † 21. November 1994) war ein deutscher Mathematiker, Informatiker und Logiker, der als Professor für Mathematik, Informatik und Hochschuldidaktik an der Hochschule Furtwangen lehrte. Er verfasste mehrere Lehrbücher zur anwendungsorientierten Mathematik und mathematischen Logik, insbesondere für Ingenieure und Informatiker.

## Werke
- Einstieg in die Mathematische Logik,  Hanser Fachbuchverlag, 1981, 1994
- Algebra. Anwendungsorientierte Mathematik. Springer-Verlag, 7. Auflage 1992
- Analysis, 2 Bände, Springer-Verlag, 6. Auflage 1990 (Reihe Anwendungsorientierte Mathematik)
- Fuzzy Logik. Einführung in die algebraischen und logischen Grundlagen, Springer Verlag, 1993
- mit Helmut Kernler, Hans-Volker Niemeier, Dieter Pflügel: Aktuelle Anwendungen der Mathematik, Springer 1989 (Reihe Anwendungsorientierte Mathematik, Band 4)
- mit Werner Born: Programmierung von Prozeßrechnern, Vieweg, Teubner 1969
- Einführung in die Höhere Mathematik. Vorlesung für Ingenieurschulen, Springer 1964, 1968
- Elementar-Mathematische Grundlagen. Vorlesung für Ingenieurschulen, Springer 1964, 1967
- Herausgeber: Prüfungsaufgaben Informatik, Springer 1984